# Suore delle divine vocazioni
Le suore delle divine vocazioni, dette anche vocazioniste, sono un istituto religioso femminile di diritto pontificio: i membri di questa congregazione pospongono al loro nome la sigla S.D.V.

## Storia
La congregazione fu fondata a Pianura da Giustino Russolillo insieme con sua sorella Maria Giovanna: le origini dell'istituto risalgono al 1914, quando il sacerdote raccolse alcune giovani donne in una pia unione allo scopo di promuovere l'istruzione dell'infanzia e la cultura religiosa nei fedeli, ma le suore presero a condurre vita comune solo il 2 ottobre 1921.
Le suore delle divine vocazioni furono approvate come congregazione di diritto diocesano il 26 maggio 1927 da Giuseppe Petrone, vescovo di Pozzuoli, e ricevettero il pontificio decreto di lode il 9 dicembre 1967.

## Attività e diffusione
Come i religiosi del ramo maschile, le suore si dedicano alla ricerca e alla formazione delle vocazioni al sacerdozio e alla vita religiosa; collaborano con i sacerdoti nel ministero parrocchiale mediante l'insegnamento del catechismo.
Sono presenti in Argentina, Brasile, Filippine, Francia, India, Indonesia, Madagascar, Nigeria e Stati Uniti d'America; la sede generalizia è a Roma.
Alla fine del 2008 la congregazione contava 438 suore in 51 case.